# Donsö
Donsö é uma ilha do arquipélago de Gotemburgo, situada a sudoeste da cidade de Gotemburgo. Pertence à freguesia administrativa de Gotemburgo Ocidental, na comuna de Gotemburgo. Segundo censo de 2018, havia 1 453 habitantes. Está ligada a Saltholmen, na terra firme, por balsa, e à vizinha Styrsö por uma ponte.

## Companhias marítimas
Donsö tem várias companhias marítimas presentes na ilha:
- Donsötank Rederi AB
- Furetank Rederi AB
- Rederi AB Veritas Tankers
- Sirius Rederi AB
- Swedia Tankerfrakt AB
- Tärntank Ship Management AB
- Älvtank
- Donsö Bunker Service
- Kiltank Rederi AB
- Kiltank Shipping AB

## Coletividades
- Donsö IS (clube de futebol, ginástica e natação, que organiza anualmente a Festa do Cais de Donsö)[5]